# Schwarzenberg (Eschlkam)
Schwarzenberg ist ein Gemeindeteil und eine Gemarkung von Eschlkam, einem Markt im Oberpfälzer Landkreis Cham.

## Geographie
Das Kirchdorf Schwarzenberg liegt im Naturpark Oberer Bayerischer Wald, unweit der tschechischen Grenze zwischen Furth im Wald und Neukirchen beim Heiligen Blut an der Staatsstraße 2140.

## Geschichte
Schwarzenberg bildete eine Hofmark des Zisterzienserinnenklosters Seligenthal/Landshut. Die politische Gemeinde Schwarzenberg entstand mit dem Bayerischen Gemeindeedikt von 1818. Die Nähe zur Grenze zwischen Bayern und Böhmen bestimmte wesentlich die Ortsgeschichte. Im Zuge der Gebietsreform in Bayern wurde die Gemeinde Schwarzenberg am 1. Januar 1972 in die Gemeinde Eschlkam eingegliedert.

## Baudenkmäler
- Katholische Nebenkirche St. Wendelin, 1728 errichtet anstelle einer älteren, hölzernen Kapelle[3]
- Ehemaliger Gasthof